# Justina Hermina Pacek
Justina Pacek, sestra Hermina * 27. februar, 1931, Malo Marševo, † 14. februar, 2016, Mengeš, slovenska medicinska sestra, fotografinja, slikarka in ilustratorka.

## Zgodnje otroštvo
Justina Hermina je bila rojena 27. februarja 1931 v Malem Marševu.Njena mati in oče sta bila kmeta.Že kot majhna deklica je zelo rada risala. Njeno nadarjenost za umetnost je odkrila učiteljica 2. razreda osnovne šole, ko je videla njeno risbo svetega Miklavža in angelov. Začela je nagovarjati njene starše naj jo po končani osnovni šoli pošljejo v risarsko šolo.

## Jetništvo
Po nemški okupaciji aprila 1941 je blizu njene domačije tekla meja med nemškim in italijanskim delom okupiranega ozemlja Slovenije.Dne 15. junija 1942 so Nemci enajstletno Justino Hermino skupaj s starši ter brati in sestrami odpeljali v zbirno taborišče Rajhenburg v Brestanici.Nato so jih strpali na vlak ter jih odpeljali v mesto Lautenthal na severu Nemčije.Tam so si morali sami zgraditi delovno taborišče.Ob prihodu jim je vodja taborišča zabičal: "Pozabiti morate svoj jezik in svojo vero!". Justina Hermina se je v srcu temu odločno uprla, saj jo je mati vzgajala v globoki veri.V taborišču je morala Justina Hermina skupaj z drugimi deklicami trdo delati v gozdu.Junija 1945, malo pred osvoboditvijo taborišča, ji je umrla mati.

## Umetniško izobraževanje
Ko se je Justina Hermina z očetom ter brati in sestrami po osvoboditvi taborišča vrnila domov, so našli njihov dom oropan in požgan.Brez matere kmetice se je njena družina težko preživljala in kljub pomoči sosedov jim je manjkalo hrane.Šolanje Justine Hermine se je z odhodom v ujetništvo končalo, vsake misli na risarsko šolo je bilo konec.Župnika njihove župnije so komunistične oblasti zaprle.Štirinajstletna Justina Hermina je, kot je pozneje dejala, odraščala samorastniško, pa vendar je kmalu za tem začutila klic v posvečeno življenje.Leta 1946 je mlajši sestri, ki ni znala risati, za verouk narisala risbico Jezuščka z ovčko. Ko je katehet izvedel za risarsko nadarjenost Justine Hermine, jo je začel spodbujati in podpirati pri njenem umetniškem ustvarjanju.Starejša sestra ji je priskrbela slikarski material.Upodabljala je predvsem nabožne motive in naravo.Leta 1954 se je za tri mesece zaposlila kot gospodinjska pomočnica pri akademskem kiparju Vladimirju Stovičeku. On ji je posredoval osnove risanja in slikanja.

## Seznanitev z fotografijo
Na njen risarski in slikarski talent je postala pozorna tudi fotografinja iz Brežic Marija Lovšin Bavec, ki jo je pregovorila, da se je leta 1956 začela učiti fotografiranja pri njeni hčerki Sonji Bavec, ki je potrebovala dobro retušerko za posnetke na steklenih ploščah. Justina Hermina se je v Sonjinem fotografskem ateljeju takoj posvetila retuširanju. Vsak negativ, je morala retuširati s tanko ošiljenim svinčnikom pod močno električno lučjo, kar je bilo zelo naporno, zato si je želela čim prej fotografirati na terenu izven ateljeja.Priložnost se ji je ponudila, ko je odšla Sonja po opravkih v Zagreb, ter je prišel je zidarski mojster s prošnjo, da bi poslikala delo zidarjev, ki so zidali novo večje poslopje sredi Brežic.Fotografirala je s staro leico z dobrim objektivom, a brez svetlomera in merilca razdalje. Svojo prvo fotoreportažo na terenu je uspešno opravila.To je bila prelomnica pri njenem delu. Od takrat naprej je s Sonjo, kmalu pa tudi sama posnela številne dogodke, družinska slavja, birme, sv. prva obhajila, nove maše,..

## Vstop v red in izobraževanje
Ko je Justina Hermina fotografirala neko birmo, je srečala sestro usmiljenko v civilu.Od nje je izvedela, da so sestre usmiljenke v Beogradu znova odprle svoj noviciat.Spomnila se je svoje želje po posvečenem življenju.Vendar je bila za vstop k usmiljenkam potrebna končana osnovna šola, ki pa je Justina Hermina ni končala zaradi izgnanstva v taborišče. Kljub pomanjkljivi izobrazbi je bila čez nekaj časa sprejeta.Zgodaj spomladi leta 1957 se je odpravila v Beograd in vstopila v samostan hčera krščanske ljubeni.Tam se je vpisala v večerno šolo, da je dokončala osemletko, nato pa je dokončala še štiriletno medicinsko šolo v Zemunu.

## Služba medicinske sestre in fotografiranje sodelavk, bolnikov in sosester
Že med izobraževanjem na medicinski šoli se je zaposlila kot medicinska sestra na nevrokirurgiji v Beogradu. Po treh letih se je zaposlila kot medicinska sestra v otroški kliniki v Beogradu, kjer je ostala vse do upokojitve.S fotografijo se ni več ukvarjala do leta 1962, ko se je zgodil Drugi vatikanski koncil.V družbo usmiljenk so prihajale spremembe in nove naloge. Tako je morala Justina Hermina fotografirati vse sestre v Beogradu za osebne izkaznice.Centralno vodstvo iz Pariza je zahtevalo fotografijo vsake sestre, fotografije samostanskih hiš v Beogradu in Sloveniji. To je bila naloge Justine Hermine.Kmalu zatem je začela fotografirati pomembne dogodke, cerkvene slovesnosti in jubileje.Najprej je dala razvijati filme in izdelati fotografije nekemu beograjskemu fotografu, a že leta1963 so ji predstojniki opremili temnico in kupili fotografsko opremo.Do leta 1964 je uporabljala leica fotoaparat Balda Jubilette brez bliskavice in svetlomera, ki ji ga je dala Sonja Bavec.Ko so ji opremili fotografsko delavnico, si je kupila nov fotoaparat Zorki z opremo.Izdelovala je kopije negativov, fotografij in povečave le-teh, ter se ukvarjala z barvanjem fotografij s prozornimi fotografskimi barvami.Fotografirala je tudi male bolnike na otroški kliniki, ter svoje sodelavke pri skrbi zanje.Fotografirala je tudi svoje sosestre med delom in druženjem.

## Fotografiranje zunaj bolnice in samostana
Po šestih letih v Beogradu je odšla na obisk v Slovenijo.S sabo je vzela svoj fotoaparat s katerim je fotografirala svoje sorodnike in znance. Vsako leto do svoje upokojitve je prihajala na obisk v domovino in s fotoaparatom spremljala odraščanje nečakov in vaških otrok.Fotografirala je tudi starejše, pomoči potrebne ljudi in njihove domove v Škocjanu in Raki pri Krškem, ter sestre usmiljenke, ki so jim pomagale.Posebno izstopa njen posnetek revežev na Kozjanskem.
Fotografiranje v redovniški obleki je bilo še leta 1970 nekaj skorajda nezaslišanega.En prvih dogodkov zunaj bolnice in samostana, ki jih je Justina Hermina množično fotografirala, je bila nova maša njenega nečaka Jožeta Packa.
Najbolj dragocena pa je dokumentarna fotografska reportaža katoliške skupnosti v vasi Letnica na Kosovu.Pred upokojitvijo je Justina Hermina tri tedne nadomeščala medicinsko sestro v ambulanti sester usmiljenk v izolirani katoliški vasi na severu Kosova.V tem zaprtem območju so živeli ljudje hrvaške narodnosti, ki so prišli pred 300 leti iz Dalmacije, ko so tu odkrili železovo rudo, a so jo kmalu izčrpali.Po prenehanju rudarjenja so ljudje v vasi ostali še naprej in se preživljali s kmetovanjem.Živeli so v veliki revščini.Sestre so morale v ambulanti poleg bolnih vaščanov zdraviti tudi njihove bolne živali.Vedno ko je imela Justina Hermina malo časa, je začela fotografirati pokrajino, stavbe in ljudi v Letnici in okolici.Te fotografije so zelo dragocene, saj je v devedesetih letih zaradi strahu pred srbskim militantnim nacionalizmom večina Letničanov odšla na Hrvaško, s čimer se je končalo 300-letno bivanje Hrvatov iz Dalmacije na tem zaprtem območju.

## Risanje in slikanje
Poleg fotografiranja se je Justina Hermina ukvarjala tudi z risanjem in slikanjem.Začela je kot samouk, se izobraževala pri Vladimirju Stovičeku in s tem nadaljevala tudi ko se je zaposlila kot medicinska sestra.Risala in slikala je nabožne motive za samostan, različne otroške motive za mlade bolnike, darila za sorodnike,...Ob praznikih je otroško bolnišnico okrasila s plakati, ki jih je narisala ali naslikala sama.

## Upokojitev in služba katehistinje
Leta 1987 se je upokojila in odšla v Slovenijo.Po njenem odhodu so fotoatelje v Beogradu zaprli in fotografsko opremo prodali. S seboj je vzela stari fotoaparat leica, ki ji je pomagal do fotografskega poklica.V Frankolovem, kjer se je nastanila, je najprej tri leta opravljala službo kuharice, potem pa je začela učiti verouk v župniji, saj je že prej opravila dopisni katehetski tečaj.Nato je opravljala službo katehistije na Čatežu ob Savi in Podbočju ter v Cerkljah ob Krki. Leta 2008 je zbolela in bila premeščena v negovalni Dom sv. Katarine v Mengešu, kjer je 14. februarja 2016 umrla.